# Gramatyka języka szwedzkiego
Gramatyka języka szwedzkiego – opis zjawisk gramatycznych w ujęciu synchronicznym w języku szwedzkim.
Język szwedzki wywodzi się w bezpośredniej linii z języka staronordyjskiego, jednak w porównaniu z nim o wiele mniejszą rolę pełni fleksja, a syntetyczny przodek nabiera powoli cech języka analitycznego. Gramatyka szwedzka, należąc do gramatyk języków germańskich, jest podobna do systemów gramatycznych innych języków germańskich zarówno pod względem morfologicznym, jak i syntaktycznym.
Język szwedzki należy do grupy SVO (podmiot–orzeczenie–dopełnienie). Istnieją w nim dwa rodzaje gramatyczne, a deklinacje i koniugacje nie uwzględniają osoby i liczby. Zanikł również system przypadków, zredukowany do mianownika i dopełniacza. System przypadków zrekompensował ścisły szyk szwedzkiego zdania, w szczególności orzeczenie znajduje się w zdaniu na drugim miejscu (tzw. szyk V2). Istnieje tendencja do tworzenia form złożonych kosztem fleksyjnych.

## Fonologia
System fonetyczny języka szwedzkiego charakteryzuje się silnie rozwiniętym systemem samogłosek, liczącym 22 fonemy oraz obfitym systemem spółgłosek. Rekompensatą tak bogatego systemu samogłoskowego jest brak dyftongów. Zarówno samogłoski, jak i spółgłoski podlegają zjawisku iloczasu. Szwedzki jest językiem prozodycznym. Intonacja języka jest specyficzna, oprócz akcentu uderzeniowego i ogólnego akcentu zdaniowego występuje również akcent toniczny, który ma wartość dystynktywną, tzn. może wpływać na zmianę znaczenia wyrazów. Opisany poniżej system wymowy jest standardem w języku szwedzkim, używanym w mediach, szkolnictwie i życiu publicznym, opartym na wymowie ze środkowej części kraju. Nie uwzględnia wariantów i zjawisk gwarowych, jak również innych odmian terytorialnych, np. finlandssvenska.

### Samogłoski
W języku szwedzkim występują dwadzieścia dwa fonemy wokaliczne. Szwedzkie samogłoski mogą być zarówno długie, jak i krótkie. Długość jest cechą dystynktywną, choć najczęściej zmianie długości samogłoski towarzyszą też zmiany jakościowe.

Diagram Jonesa – graficzna reprezentacja miejsca i sposobu artykulacji dla samogłosek szwedzkich
Cechą charakterystyczną języka szwedzkiego jest bogaty i rozbudowany system samogłosek. Prawie każda samogłoska występuje w dwóch wariantach: długim i krótkim. Zjawisko to, zwane iloczasem, pojawia się w sylabach akcentowanych, które z założenia są długie; jeśli samogłoska jest krótka, jest ona rekompensowana przez długą spółgłoskę (zjawisko to zostało szerzej omówione w rozdziale iloczas).
Szwedzkie samogłoski dzielą się na cztery rodzaje pod względem otwarcia: zamknięte (ścieśnione), półzamknięte (lub przymknięte), półotwarte i otwarte. W porównaniu z językiem polskim, w szwedzkim występują dwie samogłoski środkowojęzykowe (szwa). Jest również pewna grupa samogłosek o dużym rozwarciu jamy ustnej (z tzw. odwróconego diagramu Jonesa). Dokładniejszą charakterystykę samogłosek szwedzkich przedstawia diagram poniżej.
| Samogłoska | Przykład           | Samogłoska | Przykład                |
| ---------- | ------------------ | ---------- | ----------------------- |
| iː         | siːlⓘ sil, sito    | ɪ          | sɪlⓘ sill, śledź        |
| eː         | heːⓘ hel cały      |            |                         |
| ɛː         | hɛːlⓘ häl, pięta   | ɛ          | hɛlⓘ häll, skała        |
| ɑː         | mɑːtⓘ mat, żywność | a          | matⓘ matt, przygnębiony |
| oː         | moːlⓘ mål, cel     | ɔ          | mɔlⓘ moll, moll         |
| uː         | buːtⓘ bot, pokuta  | ʊ          | bʊtⓘ bott, dno          |
| ʉː         | fʉːlⓘ ful, brzydki | ɵ          | fɵlⓘ full, pełny        |
| yː         | syːlⓘ syl, szydło  | ʏ          | sʏlⓘ syll, kuszetka     |
| øː         | nøːtⓘ nöt, orzech  | œ          | nœtⓘ nött, znoszony     |

##### Perfekt

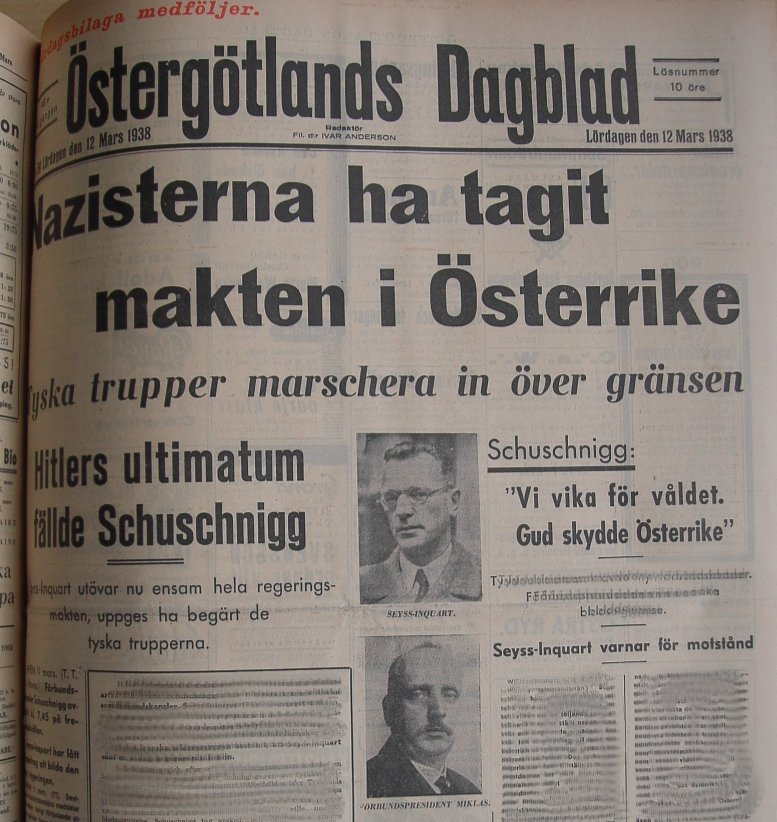
Przykładowe użycie czasu perfekt w nagłówku prasowym: informacja o wydarzeniu przeszłym o dużym wpływie na rzeczywistość

#### Przyimki miejsca

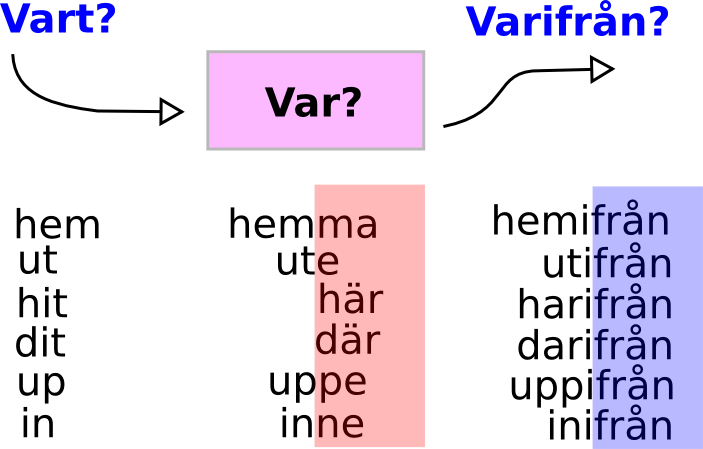

### Spółgłoski

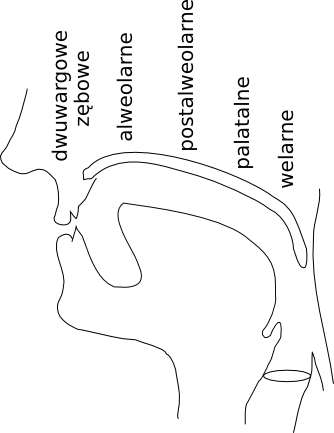
Miejsce artykulacji spółgłosek szwedzkich

System spółgłosek szwedzkich jest średnio rozbudowany. W jego skład wchodzą zarówno spółgłoski dźwięczne, jak i bezdźwięczne, choć nie każda dźwięczna ma swój bezdźwięczny odpowiednik. Poza spółgłoskami nosowymi m i n pozostałe są spółgłoskami ustnymi. Również spółgłoski ulegają zjawisku iloczasu: w akcentowanej sylabie spółgłoska jest długa, o ile znajdująca się przed nią samogłoska jest krótka. Podwójna spółgłoska wymawiana jest jak geminata, a nie jak dwie spółgłoski znajdujące się obok siebie.
Pod względem sposobu artykulacji spółgłoski szwedzkie dzielą się następująco:
- wybuchowe: dwuwargowe p, b, welarne k, g, zębowe t, d, oraz alweolarne rd i rt. Dwie ostatnie spółgłoski nie istnieją w języku polskim;
- trące: wargowo-zębowe f, v, alweolarne s, postalweolarne rs oraz j i sje-;
- drżące r wymawiane z reguły przedniojęzykowo (podobnie jak w języku polskim)[7]. Istnieją jednak dialekty, zwłaszcza na południu Szwecji, w których r jest tylnojęzykowe. Dopuszcza się również trącą wymowę r[6];
- boczne (lateralne): alweolarne l i postalweolarne -rl;
- nosowe: m i n.

|              | wargowe | wargowe | wargowo zębowe | wargowo zębowe | zębowe | zębowe | alweolarne | palatalne | palatalne | welarne | welarne | krtaniowe |
| Dźwięczność  | –       | +       | –              | +              | –      | +      | +          | –         | +         | –       | +       | –         |
| nosowe       |         | m       |                |                |        | n      |            |           |           |         | ŋ       |           |
| wybuchowe    | p       | b       |                |                | t      | d      |            |           |           | k       | ɡ       |           |
| szczelinowe  |         |         | f              | v              | s      |        | ʃ̴          | ç         | ʝ         |         |         |           |
| aproksymanty |         |         |                |                |        |        |            |           |           |         |         | h         |
| boczne       |         |         |                |                |        | l      |            |           |           |         |         |           |
| drżące       |         |         |                |                | ɾ      |        |            |           |           |         |         |           |

System spółgłosek szwedzkich oraz miejsce i sposób ich artykulacji

### Zjawiska fonetyczne w wyrazie

Litera å wymawiana /o/ lub /o:/ jest postrzegana jako symbol języka szwedzkiego. Grafika przedstawia znak protestu przeciw obowiązkowemu nauczaniu języka szwedzkiego w Finlandii

Każdy wyraz wypowiadany w izolacji jest akcentowany. Rozróżnia się dwa rodzaje akcentu: przyciskowy (dynamiczny) oraz toniczny. Nieakcentowane są często czasowniki posiłkowe i niektóre przyimki. Charakterystycznym zjawiskiem szwedzkiego systemu fonetycznego jest iloczas, czyli zróżnicowanie głosek pod względem czasu artykulacji.

#### Iloczas
Z pojęciem długości samogłosek i spółgłosek związane jest pojęcie iloczasu, czyli różnicy w długości poszczególnych fonemów. Podlegają mu zarówno samogłoski, jak i spółgłoski. Zjawisko dotyczy zawsze sylaby akcentowanej.
Iloczas silnie związany jest z akcentem wyrazowym. Zasadą języka szwedzkiego jest, iż akcentowana sylaba zawsze jest długa, przy czym elementem długim w sylabie może być samogłoska albo spółgłoska. Samogłoska jest długa w następujących przypadkach:
- znajduje się w wygłosie absolutnym, czyli na końcu wyrazu (tzw. sylaba otwarta): blå (niebieski), ko (krowa)
- następuje po niej spółgłoska krótka: kal (łysy)

Samogłoska jest krótka, jeśli w sylabie, w której się znajduje, po niej znajduje się:
- spółgłoska długa, np. kall (zimny), rött (czerwony)
- grupa spółgłoskowa, np. konst (sztuka), hast (pośpiech)

#### Akcent dynamiczny
Akcent dynamiczny (przyciskowy) polega na głośniejszym wymówieniu akcentowanej sylaby w porównaniu z pozostałymi sylabami danego wyrazu. Nie jest on przypisany do konkretnej sylaby – może padać na każdą sylabę wyrazu, choć najczęściej jest to pierwsza sylaba: fågel (ptak). Może jednak znajdować się w środku wyrazu, np. betala (płacić), jak również na końcu, np. sensationel (sensacyjny). W wyrazach rodzimych akcent główny pada najczęściej na pierwszą sylabę; akcent na sylabę ostatnią występuje głównie w wyrazach obcego pochodzenia. Akcent nazw geograficznych nie podlega żadnym regułom i jest swoisty dla danego wyrazu: Sverige, ale Göteborg.

#### Akcent toniczny
Cechą charakterystyczną języka szwedzkiego jest występowanie akcentu tonicznego (muzycznego, prozodycznego). W przeciwieństwie do akcentu dynamicznego jego istotą nie jest wymówienie akcentowanej sylaby mocniej, a tonem o innej wysokości – podobnie jak to zwykle dzieje się w zdaniu. Istnieją dwa rodzaje akcentu tonicznego: akcent akutowy (noszący często nazwę akcent nr 1, AT1 itp.) i grawisowy (akcent nr 2, AT2).

##### Akcent akutowy
W językach nietonicznych, np. fińskim lub polskim, jest jedynym występującym rodzajem akcentu prozodycznego. W języku szwedzkim stoi w opozycji do akcentu grawisowego. Charakteryzuje go znaczne opadanie melodii na końcu wyrazu. W poniższych przykładach oznaczony °.

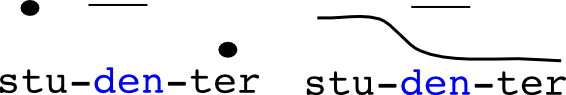

Następujące grupy wyrazów mają akcent toniczny AT1:
- wyrazy jednosylabowe: en °hund, ett °hus, °stor'. Rzeczowniki tej grupy nie zmieniają akcentu w formie określonej:

ett °barn (AT1) – °barnet (AT1)
ett °hus (AT1) – °huset (AT1)
Reguła ta nie dotyczy liczby mnogiej, gdzie rzeczowniki akcentowane w liczbie pojedynczej akcentem AT1 mogą przyjmować akcent AT2:
en °hund (AT1) – °hunden (AT1) – xhundarna (AT2)
- rzeczowniki dwusylabowe zakończone na -el, -er, -en, np. en °cyckel, °vatten. Nie jest to reguła ścisła, istnieją wyjątki, np. en xnyckel, en xsyster
- rzeczowniki zakończone na -is oraz -iker: en °potatis, en °fanatiker
- rzeczowniki należące do deklinacji III, a zakończone w liczbie mnogiej na -er. W tej grupie przeważają wyrazy obcego pochodzenia z akcentem na ostatnią sylabę. Rzeczowniki te zachowują akcent AT1 również w formie określonej liczby pojedynczej, a także w formie określonej liczby mnogiej:

(en) °student – stu°denter. (en) °bok – °böcker
(en) °bonde – °bönder – °bönderna
- formy osobowe (czas teraźniejszy i przeszły) czasowników koniugacji II i IV, przy czym bezokolicznik tych czasowników może przyjmować akcent AT2:

att xsäga – °säger
- czasowniki zakończone na -era zarówno w bezokoliczniku, jak i w formach osobowych: publi°cera, stu°derade
- przymiotniki kończące się na -isk i przysłówki zakończone na -iskt: °typisk, °faktiskt
- dni tygodnia: °måndag, °tisdag
- większość wyrazów niezłożonych, w których akcent nie pada na pierwszą sylabę: mo°dern, e°gentlig

##### Akcent grawisowy
Występuje tylko w wyrazach dwu- i więcej sylabowych. Charakteryzuje się dwoma przyciskami na różne sylaby w obrębie tego samego wyrazu. W wyrazach więcej niż dwusylabowych akcent nie musi przypadać na sylaby sąsiednie, a miejsce jego przypadania jest uwarunkowane historycznie. Pierwsza sylaba wypowiadana jest tonem wyższym niż podstawowy, następnie po opadnięciu tonu, po przejściu do następnego wyrazu, ton ponownie się wznosi o około jedną tercję – przy czym tę sylabę również należy wymówić z przyciskiem. Należy być świadomym, iż istnieją znaczne różnice w realizacji wymowy tego akcentu. W niektórych dialektach, np. w finlandssvenska (szwedzki mniejszości szwedzkojęzycznej w Finlandii) ten typ akcentu nie istnieje. W poniższych przykładach oznaczony x.

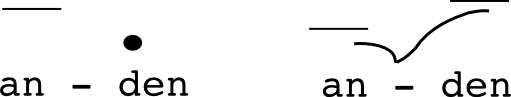

Różnica w artykulacji akcentów AT1 (schemat po lewej) i AT2 (schemat po prawej)
Akcent toniczny AT2 występuje w następujących przypadkach:
- większość wyrazów dwu- lub więcej wyrazowych pochodzenia rodzimego, przy czym akcent główny (i akcent dynamiczny) pada na pierwszą sylabę
- większość złożeń, zarówno współczesnych, jak i historycznych. Akcentowane są sylaby wyróżnione w wyrazach podstawowych złożenia: sjuk-sköterska
- większość wyrazów zakończonych na nieakcentowane końcówki: -aktig, -are, -artad, -bar, -dom, -else, -essa, -erska, -full, -het, -ig, -ing, -inna, -lek, -lös, -mässig, -sam, -skap[13]

Akcent toniczny jest czasem cechą dystynktywną: wyrazy różniące się akcentem przyjmują inne znaczenie. Oto przykłady:
°allting – wszystko xallting – parlament islandzki
°anden – kaczor, xanden – duch
°biten – kawałek, xbiten – ugryziony
°brunnen – studnia, xbrunnen – spalony
°stegen – krok, xstegen – drabina
°värden – gospodarz, xvärden – wartości

### Cechy prozodyczne języka
Język szwedzki jest językiem o charakterystycznym, a nadto wyraźnym systemie prozodycznym. O jego brzmieniu decydują zarówno akcenty wyrazowe: dynamiczny i toniczny, jak też rytm i melodia zdania. Są one specyficzne dla szwedzkiego i różnią się od używanych w innych językach. O ile akcent wyrazowy posiada cechy dystynktywne, o tyle rytm i melodia nie mają znaczenia ściśle gramatycznego, a jedynie nadają określony wyraz zdaniu i wpływają na reakcję językową rozmówcy.

#### Rytm
System rytmiczny języka jest odpowiedzialny za to, który wyraz otrzymuje w zdaniu mocniejszy przycisk. Decyduje o tym (jak w wielu innych językach) emocjonalny kontekst wypowiedzi. W wypowiedziach o neutralnym kontekście emocjonalnym akcent logiczny przypada na leksemy, natomiast nie akcentuje się wyrazów funkcyjnych i gramatycznych: rodzajników, zaimków, spójników, partykuł i czasowników modalnych>.
Ett högt hus (wysoki dom)
Vad har han redan gjort? (co on już zrobił?)
Natomiast w przypadku wypowiedzi nacechowanej emocjonalnie (emfatycznej) akcent pada na ten element zdania, który normalnie byłby nieakcentowany, lecz mówiący decyduje się wybić. Jest to forma emfazy alternatywna do wystawiania akcentowanej części zdania na pozycję fundamentu (pierwszego miejsca w zdaniu):
I helgen blir det många stjärnfall på himlen. (W ten weekend na niebie będzie wiele spadających gwiazd.)
I helgen blir det många stjärnfall på himlen. (Wiele spadających gwiazd będzie na niebie w ten weekend.)
I helgen blir det många stjärnfall på himlen. (Na niebie w ten weekend będzie wiele spadających gwiazd.)

#### Intonacja zdania
Nie jest ona tożsama z intonacją wyrazową ani akcentami tonicznymi AT1 i AT2. Przede wszystkim dlatego, że w przeciwieństwie do akcentu tonicznego nie jest cechą dystynktywną – nie wpływa na zmianę znaczenia wyrazu. Intonacja zdaniowa to opadanie lub wznoszenie się tonu w zależności od typu zdania. Najwyższy ton przyjmuje najważniejszy wyraz w zdaniu, noszący akcent logiczny:

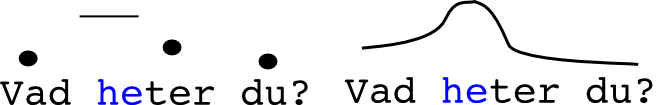

Pod względem przebiegu linii melodycznej intonację dzielimy na wznoszącą i wznosząco-opadającą. Intonacja wznosząco opadająca polega na tym, że linia melodyczna wznosi się aż do najważniejszego elementu w zdaniu mającego akcent logiczny, a następnie opada. Ten typ intonacji występuje w:
- zdaniach twierdzących i przeczących nienacechowanych emocjonalnie
- rozkazach: Hämta min tröja, är du snäll. (Przynieś mi mój sweter, proszę.)
- pytaniach szczegółowych: Hur gammal är han? (Ile on ma lat?)

Intonacją wznoszącą charakteryzują się pytania o rozstrzygnięcie: Har du funnit mina nycklar? (Czy znalazłeś moje klucze?)

### Wymowa a ortografia
System zapisu samogłosek szwedzkich jest etymologiczny i niekiedy nie odpowiada wymowie. Istnieją pewne reguły, zwłaszcza przy rozstrzyganiu o długości samogłosek, niemniej jednak jest skomplikowany i obfituje w liczne wyjątki. Spółgłoski szwedzkie (poza kilkoma wyjątkami) wymawiane są zgodnie z zapisem. Jednym z charakterystycznych zjawisk w systemie konsonantycznym jest koegzystencja niektórych pojedynczych spółgłosek z określoną grupą samogłosek – przednimi lub tylnymi. Przykładowo, spółgłoska /k/ łączy się tylko z samogłoskami tylnymi, np. /o:/, /u/: korna, kall. Jej odpowiednikiem dla samogłosek przednich jest /ʃ̴ç/ np. kilo wym. /ʃ̴çilo/.

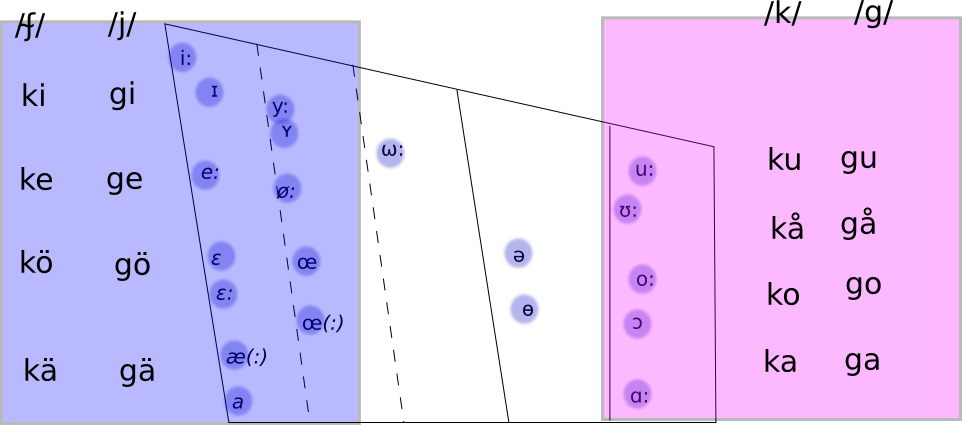

Dystrybutywna wymowa spółgłosek zapisywanych [k] i [g] w zależności od następującej po niej samogłoski.

## Morfologia
Szwedzkie części mowy dzielą się na odmienne: rodzajnik, rzeczownik, przymiotnik, czasownik i zaimek oraz nieodmienne: przysłówek, przyimek, liczebnik i spójnik. Zmian morfologicznych w rdzeniu wyrazu jest niewiele: są to albo przegłosy (omljud) występujące w rzeczownikach i czasownikach oraz wymiana samogłoski piennej w grupie, tzn. czasowników mocnych. Szwedzki system odmiany zredukował się w toku przemian historycznych; zupełnie zanikła odmiana czasowników i rzeczowników przez osoby. System odmiany dotyczy liczby pojedynczej i mnogiej oraz czasów morfologicznych.

### Rodzajnik
W języku szwedzkim występują dwa rodzaje, które reprezentuje część mowy zwana rodzajnikiem. W przeciwieństwie do większości języków indoeuropejskich jego formą niekoniecznie musi być przedimek; w przypadkach określonych dość ścisłymi regułami, o których poniżej, rodzajnik może przyjmować formę sufiksu. Jest to uniwersale (cecha wspólna) wszystkich języków skandynawskich.

#### Rodzaj
Standardowy język szwedzki posiada dwa rodzaje gramatyczne: nijaki (neutrum, ett-ord) i ogólny, stojący w opozycji do rodzaju nijakiego, zwany w gramatyce najczęściej utrum, spotyka się również nazwy: wspólny, nienijaki, en-ord. Utrum powstał z połączenia rodzaju męskiego i żeńskiego. Niewielka część dialektów języka szwedzkiego rozróżnia jeszcze trzy rodzaje gramatyczne. Około 80-75% szwedzkich rzeczowników posiada rodzaj ogólny (en), a tylko około 20-25% rodzaj nijaki (ett). Rzeczowniki rodzaju utrum dzielą się na osobowe i nieosobowe.
Rzeczowniki osobowe opisują osoby i są nazwami cech, zawodów, funkcji itp: en kille (chłopak), ett statsråd (minister). Rzeczowniki nieosobowe oznaczają zwierzęta i inne byty żywotne.
W większości przypadków rodzaj rzeczowników jest aprioryczny, ma podłoże historyczne i nie wynika z natury desygnatu, jego cech, wyglądu itp. Nieraz jest on konsekwencją formy wyrazu, przyjętej końcówki, np. słowa zakończone na -ing są zawsze rodzaju utrum.
Rodzaj jest cechą dystynktywną; niektóre wyrazy mogą przybierać formę zarówno utrum, jak i neutrum; towarzyszy im wtedy zmiana znaczenia:
en fax fax (urządzenie) / ett fax fax (wiadomość)
en lag (-ar) prawo / ett lag ekipa
en lår kufer / ett lår udo
en plan plan, projekt / ett plan poziom
en val wieloryb / ett val wybór
en bank (-ar) wał / en bank (-er) bank
ett öl piwo (rodzaj napoju) / en öl piwo (akt spożycia: poszedł na piwo)

#### Rodzajnik określony
W przeciwieństwie do zdecydowanej większości języków indoeuropejskich, w grupie języków północnoskandynawskich rodzajnik określony występuje w dwóch formach – sufigowanej (dodanie przyrostka oznaczającego rodzaj) oraz prepozycyjnej.

##### Rodzajnik określony sufigowany
Realizuje się on w postaci sufiksu dodawanego do rzeczownika (enklityki): -et dla rodzaju nijakiego, -en dla rodzaju utrum i: -na, -en albo -a dla liczby mnogiej. Wyrazy zakończone na -e przyjmują w liczbie pojedynczej końcówkę -n bądź -t.
|         | l. poj. | l. mn. |
| ------- | ------- | ------ |
| utrum   | –en     | –na    |
| neutrum | –et     | –na    |

##### Rodzajnik prepozycyjny
Dodatkowo w języku szwedzkim istnieją tak zwane wolno stojące rodzajniki określone, których używamy, gdy przed rzeczownikiem w formie określonej stoi przymiotnik lub kilka przymiotników w funkcji przydawki. Używa się wtedy następujących sufiksów: det dla rodzaju nijakiego, den dla rodzaju ogólnego i de dla liczby mnogiej.
|         | l. poj.          | l. mn.           |
| ------- | ---------------- | ---------------- |
| utrum   | den gamla bilen  | de gamla bilarna |
| neutrum | det gamla trädet | de gamla träden  |

Formy określonej rzeczownika używamy, gdy:
- Przedmiot jest znany mówiącemu: Jag lämnade tidningen i rumet. Zostawiłem gazetę w pokoju. – wiadomo, jakie czasopismo i jaki pokój ma na myśli mówiący.
- Przedmiot jest jedyny w swoim rodzaju: Solen skiner słońce świeci – słońce jest tylko jedno.
- Mówiący sygnalizuje, że chodzi mu o wszystkie elementy pewnego zbioru skończonego i wymiernego: Alla flickorna – wszystkie dziewczyny z pewnego określonego, skończonego zbioru[25].
- W formie określonej występują rzeczowniki abstrakcyjne w sensie ogólnym: Tiden går. Czas biegnie.

#### Forma nieokreślona
Rodzajnik nieokreślony dla rodzaju ogólnego to en, a dla rodzaju nijakiego ett.
Forma nieokreślona liczby mnogiej posiada rodzajnik zerowy (istniejący formalnie, lecz w żaden sposób nie artykułowany).

#### Użycie rzeczownika bez rodzajnika
Szczególnym przypadkiem rodzajnika nieokreślonego jest pominięcie go. W określonych sytuacjach możliwe jest użycie rzeczownika bez rodzajnika:
- Gdy rzeczownikowi w liczbie mnogiej towarzyszy liczba określająca jego ilość: två bilar (dwa samochody)
- Gdy rzeczownik jest określeniem funkcji, pokrewieństwa lub zawodu:

Han är sjuksköterska (On jest pielęgniarzem; w języku szwedzkim słowo pielęgniarz przyjmuje żeńską końcówkę).
Anita är Olles svagerska (Anita jest szwagierką Ollego).
- W niektórych sztywnych połączeniach, np.:

gå på bio, på teater o.s.v. – iść do kina, teatru itp.
dricka kaffe, te, öl, vin – pić kawę, herbatę, piwo, wino

### Rzeczownik
Rzeczownik w języku szwedzkim jest, podobnie jak w innych językach indoeuropejskich klasą wyrazów oznaczającą rzeczy, obiekty, miejsca, osoby, rośliny, zwierzęta, zjawiska oraz pojęcia abstrakcyjne. Jest odmienną częścią mowy: przyjmuje formę określoną bądź nieokreśloną, może mieć liczbę pojedynczą i mnogą, szczątkowe formy przypadków dopełniacza, nadto każdemu rzeczownikowi przypisany jest rodzaj: utrum bądź nijaki. W zdaniu może pełnić funkcję podmiotu, dopełnienia lub przydawki.

#### Przymiotnik w funkcji przydawki

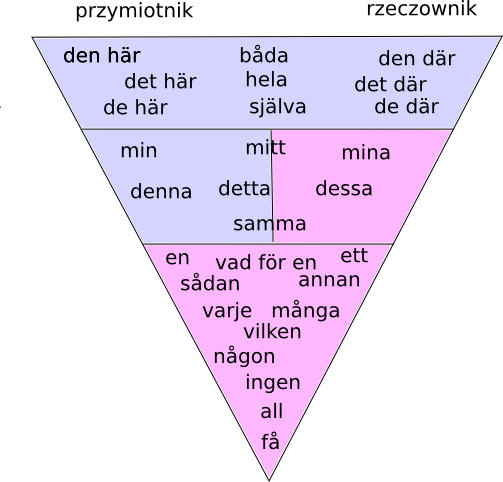

### Czasownik

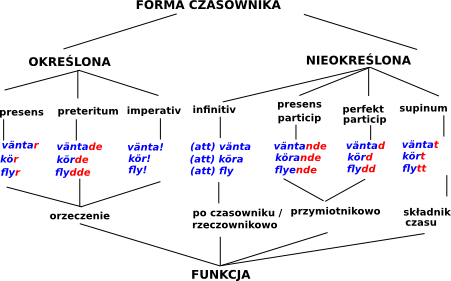

#### Formy rzeczownika
Poniżej przedstawiono wszystkie formy rzeczownika w rodzaju utrum i neutrum na przykładzie rzeczowników en blomma (kwiat) i ett äpple (jabłko)
en blomma, ett äpple – mianownik liczby pojedynczej, rodzaj nieokreślony
blomman, äpplet – mianownik liczby pojedynczej, rodzaj określony
den (vackra) blomman, det (röda) äpplet – mianownik liczby pojedynczej, rodzaj określony z przymiotnikiem w funkcji przydawki
blommor, äpplen – mianownik liczby mnogiej, rodzaj nieokreślony
blommorna, äpplena – mianownik liczby mnogiej, rodzaj określony
de (vackra) blommorna de (röda) äpplena – mianownik liczby mnogiej, rodzaj określony z przymiotnikiem w funkcji przydawki
blommas äpples – dopełniacz liczby pojedynczej rodzaju nieokreślonego
blommans äpplets – dopełniacz liczby pojedynczej rodzaju określonego
blommors äpplens – dopełniacz liczby mnogiej rodzaju nieokreślonego
blommornas äpplenas – dopełniacz liczby mnogiej rodzaju określonego

#### Przypadki
Język szwedzki posiada, jeśli chodzi o formę, tylko dwa przypadki, a mianowicie przypadek główny, czyli mianownik i mianownik w funkcji biernika (grundkasus/objektkasus) oraz dopełniacz (genitiv). Przypadek główny ma postać bezkońcówkową, czyli nie jest nacechowany formalnie. Może on występować z rodzajnikiem lub bez.
| Forma        | Liczba pojedyncza   | Liczba mnoga |
| ------------ | ------------------- | ------------ |
| nieokreślona | (en) blomma – kwiat | blomm-or     |
| określona    | blomma-n            | blomm-or-na  |

##### Mianownik
Przypadek główny odpowiada funkcyjnie polskiemu mianownikowi, celownikowi, biernikowi, miejscownikowi, narzędnikowi i wołaczowi. Miejsce końcówek tych przypadków w języku polskim zajmują, podobnie jak w języku angielskim, związki syntaktyczne, np.: Det här är en bok – To jest książka. Jag ser en bok. (Widzę książkę). Han bläddrar i boken. (On wertuje książkę dosłownie: w książce) Det står inte i boken. (Tego nie ma w książce). Han gav boken en ny titel. (Dał książce nowy tytuł).
| Forma        | Liczba pojedyncza      | Liczba mnoga         |
| ------------ | ---------------------- | -------------------- |
| nieokreślona | (en) blomma-s – kwiatu | blomm-or-s – kwiatów |
| określona    | blomma-n-s             | blomm-or-na-s        |

##### Dopełniacz
Dopełniacz formalny ma we wszystkich postaciach (tzn. z rodzajnikiem i bez rodzajnika) końcówkę -s. Dopełniacz z końcówką -s występuje dziś stosunkowo rzadko:
- w funkcji przydawki (genitivattribut), np.: fars bok (książka ojca), barnets leksak (zabawka dziecka), leva i bökernas värld (żyć w świecie książek.), livets afton (schyłek życia)
- w funkcji orzecznika (predikatsfyllnad), np.: Boken är min fars. (Książka jest mojego ojca.), Den här bilen är hans brors. (Ten samochód jest jego brata.)
- w funkcji przydawki w związku rządu (apposition), np.: Tores, hans väns, bok. – (książka Torego, jego przyjaciela), Konung Karl Gustavs regering. (rząd króla Karola Gustawa) Aposteln Paulus ord. (słowa apostoła Pawła)
- w niektórych zwrotach z przyimkiem till ‘do’, który pierwotnie rządził dopełniaczem, np.:

till skogs (do lasu), till fots (pieszo), till lands (na lądzie), till bords (do stołu, przy stole), till sjöss (na morzu)
- w zwrotach określających czas, ilość oraz rodzaj lub gatunek, np.: en två timmars resa – podróż dwugodzinna, tusentals människor (tysiące ludzi), hundratals böker (setki książek), alla slags frukter (wszelkiego rodzaju owoce)